# برف‌روبی

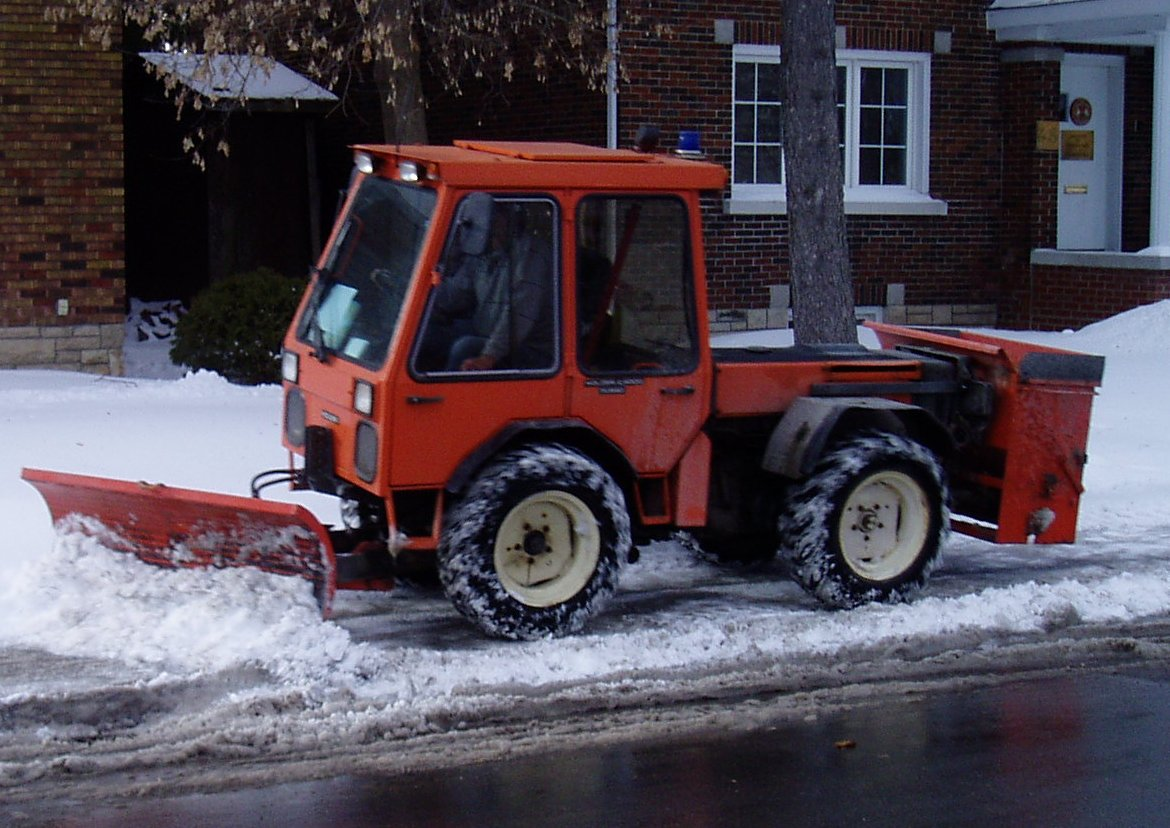
یک برف روب ویژه پیاده رو در اتاوا در انتاریوی کانادا.

برف روبی یا پاکسازی برف  عبارت است از برداشتن برف از سطح راه برای تسهیل آمد و شد. برف روبی مسیرها معمولاً توسط اشخاص در محل زندگی خود یا توسط نهادهای دولتی و اداره‌کننده شهر صورت می‌گیرد. 

## فنون برف‌روبی

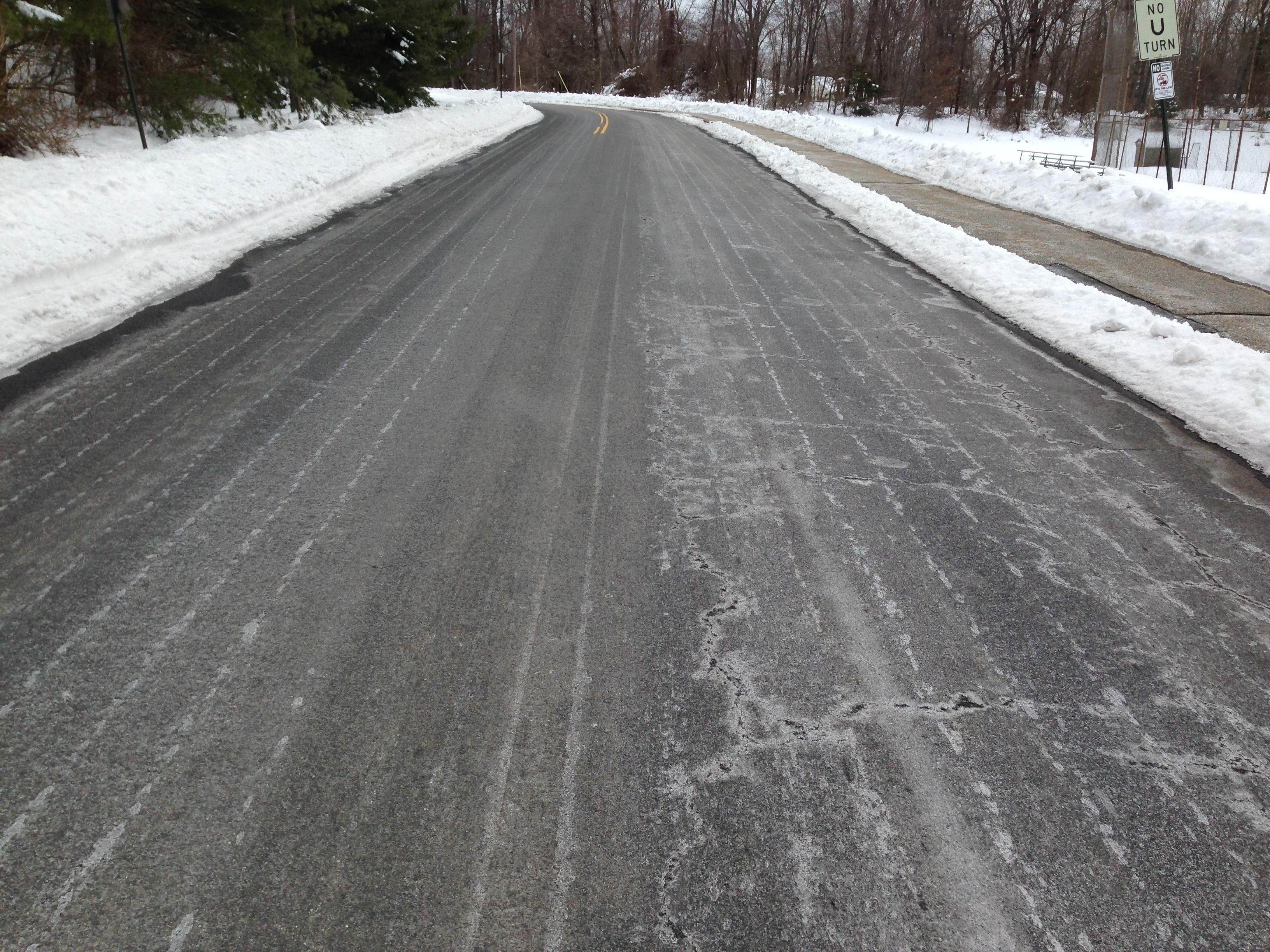
اسپری کردن آب نمک بر روی سطح جاده برای جلوگیری از یخ‌زدگی پیش از توفان برف.

یخ‌زدایی به معنای زدودن برف و یخ یا سرمازدگی از یک سطح جاده، باند فرودگاه یا هر سطح دیگر است که به طریق مکانیکی یا شیمیایی صورت می‌گیرد.  از جمله روش‌های فیزیکی، پارو کردن و شکستن یخ، و از جمله روش‌های شیمیایی استفاده از نمک و سایر مواد ذوب‌کننده است. از ضدیخ یا مواد شیمیایی ذوب‌کننده در زمان شروع برف و قبل از تشکیل یخ روی سطح استفاده می‌شود. از آب‌نمک یا نمک آبدار معمولاً قبل از شروع طوفان برف استفاده می‌شود.
یخ زدایی از جاده‌ها به‌طور سنتی با پاشیدن  نمک از درون خودروهایی چون کامیون کمپرسی بر روی سطح جاده صورت می‌گیرد. اغلب نمک با ماسه و شن ترکیب می‌شود.
اخیراً ترکیبات آلی  تولید شده به عنوان محصولات جانبی کشاورزی مانند چغندر قند  و حاصل تقطیر که منجر به تولید اتانول می‌شوند هم برای یخ زدایی از سطح جاده به کار می‌رود..

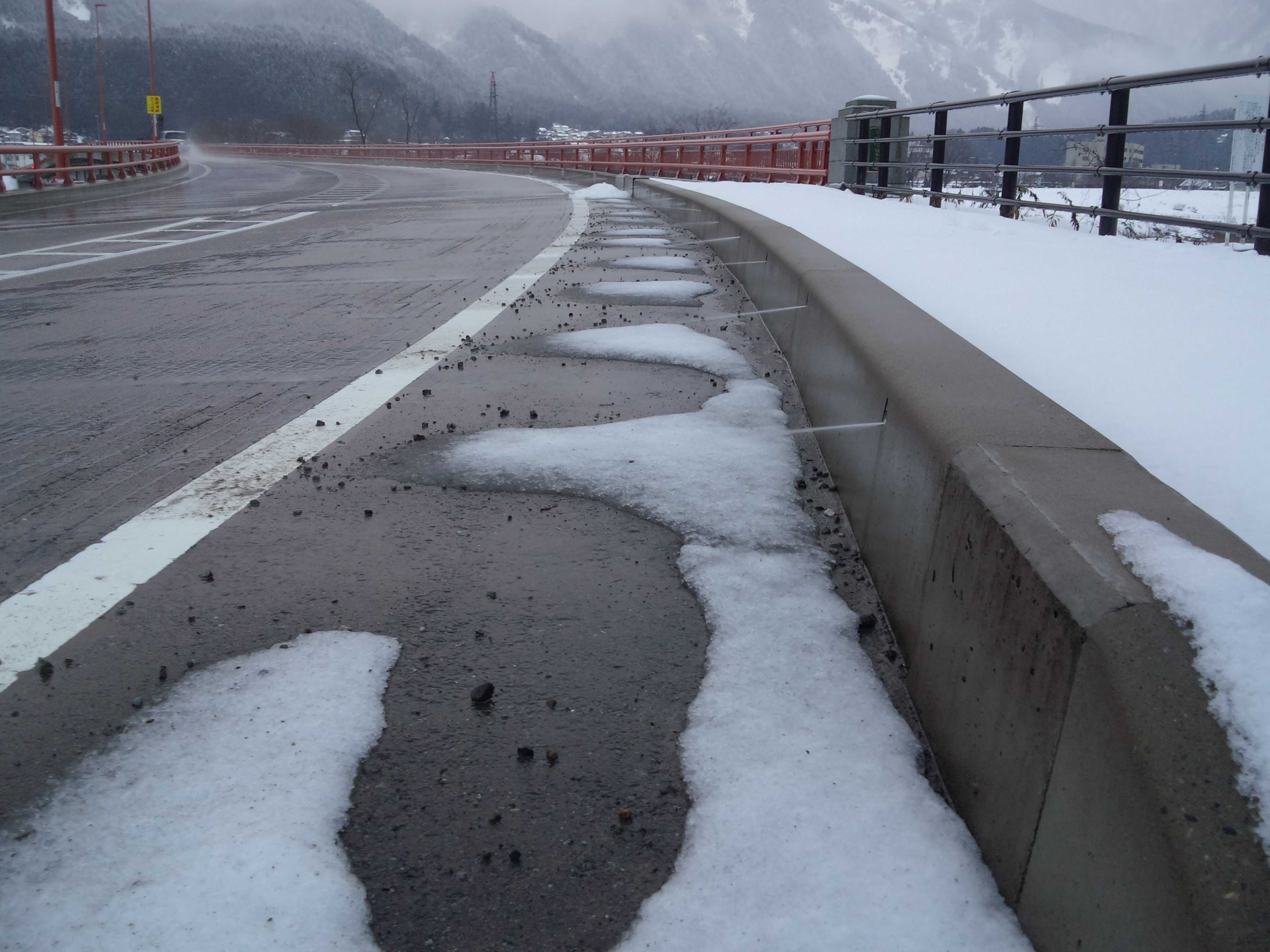
یک روش ترکیبی در ژاپن برای یخ زدایی از جاده.

## برف پاروکنی توسط افراد

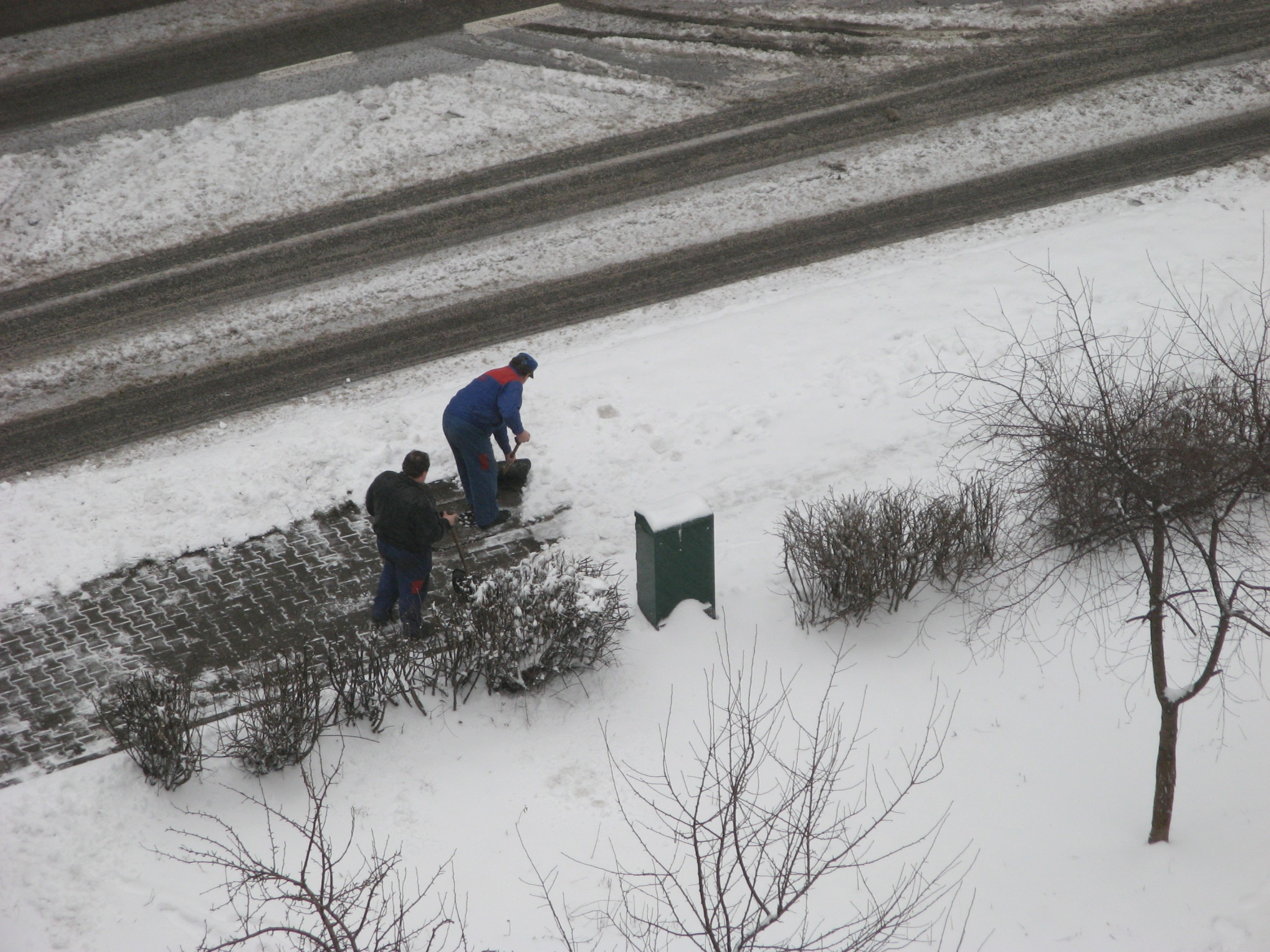
برف پاروکنی دستی.

اکثر برف روبی توسط افراد در قالب پارو کردن برف در مسیرهای پیاده و سواره اتفاق می افتد که معمولاً پس از بارش برف سنگین مشاهده می‌شود. 
برف خور وسیله‌ای است که در مقابل پارو برای حذف کردن برف از یک محل به کار می‌رود. 
از بین بردن یخ مشکل تر از برف است. برف خور معمولاً اثری برای پاکسازی یخ ندارد. بیل کاربرد بیشتری از پارو در زدودن یخ دارد.

## برف روبی توسط مالکان
در برخی از کشورها برف روبی و ایمن و خالی نگهداشتن پیاده رو در زمستان وظیفه مالک یا بهره بردار ملک است. این مالک ممکن است مالک خانه شخصی خود یا سازمان، یا اداره، یا ارگان، الخ باشد. مالکان ساختمان‌های بزرگ یا مجتمع‌های ساختمانی معمولاً تجهیزات برف‌روبی مکانیزه دارند اما در مورد املاک شخصی معمولاً از ابزارهای دستی استفاده می‌شود.

## پاکسازی توسط پیمانکاران

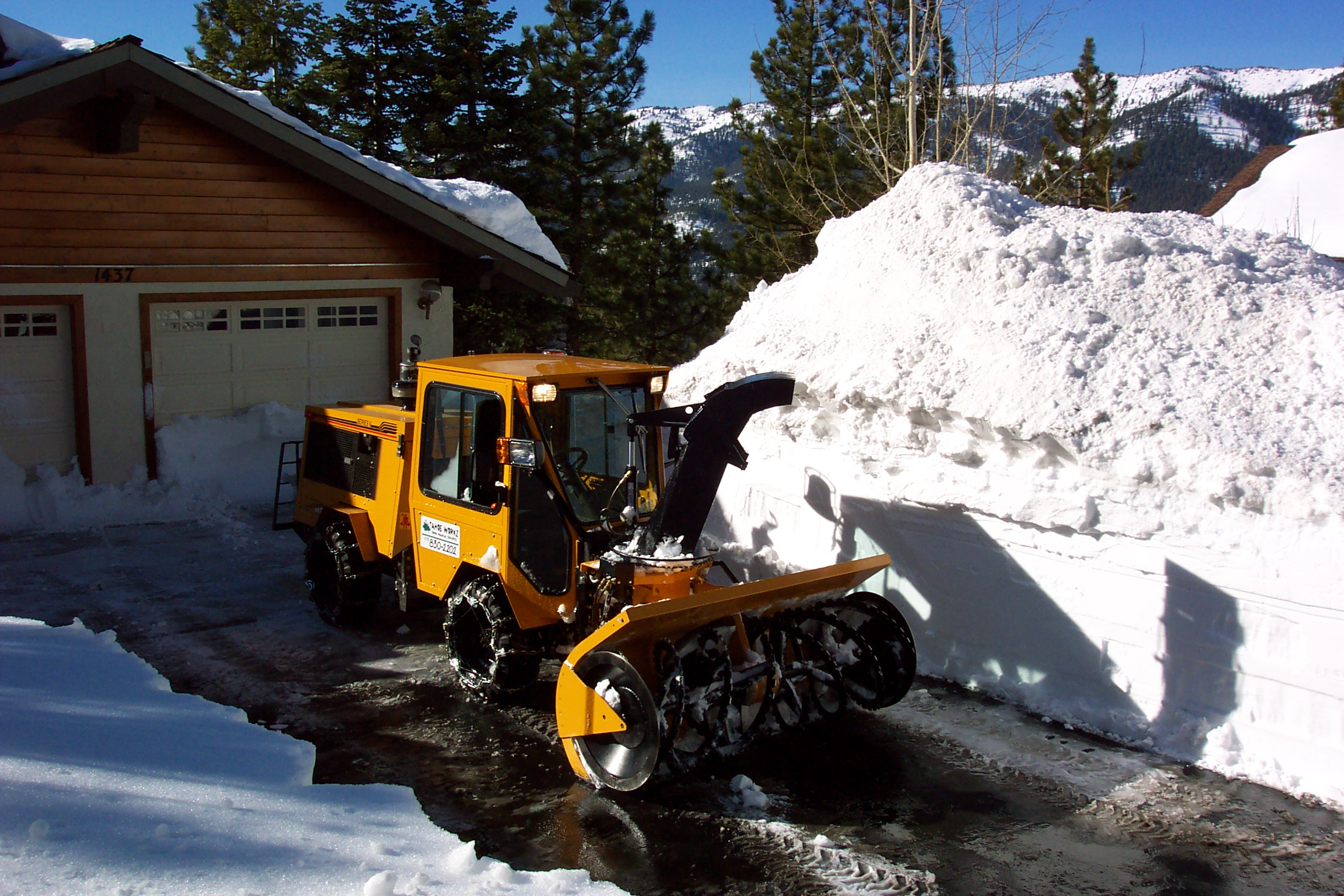
تمیز کردن جلوی خانه مسکونی در نوادا.

در بسیاری از مناطق مرتفع یا دارای بارش برف سنگین، شرکت‌هایی برای برف روبی و یخ زدایی از معابر و ساختمان‌ها وجود دارند. 

## پاکسازی برف توسط شهرداری
همچنین نگاه کنید به: شهری برف روبی 

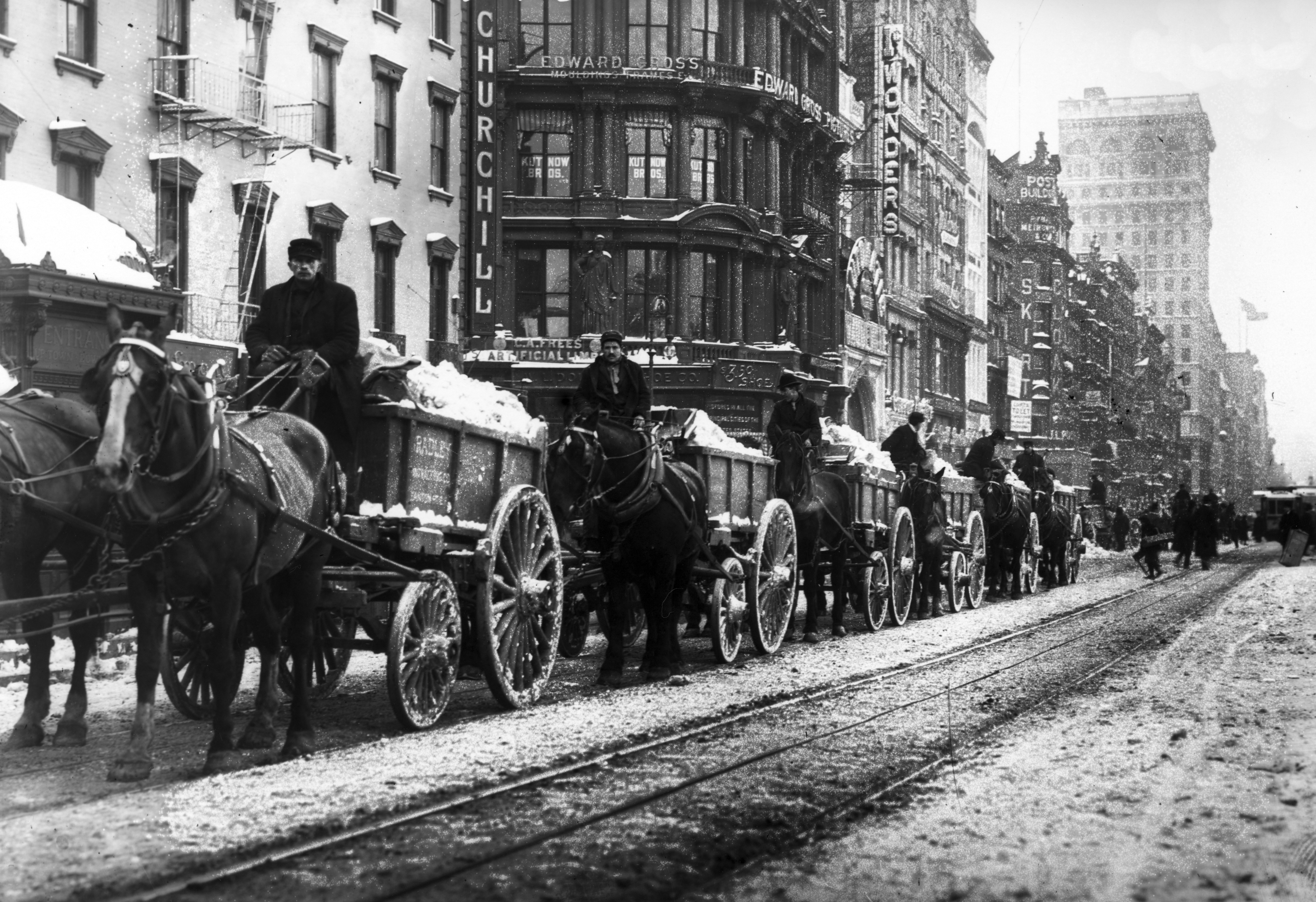
صف واگنهای تخلیه برف در شهر نیویورک در سال 1908.

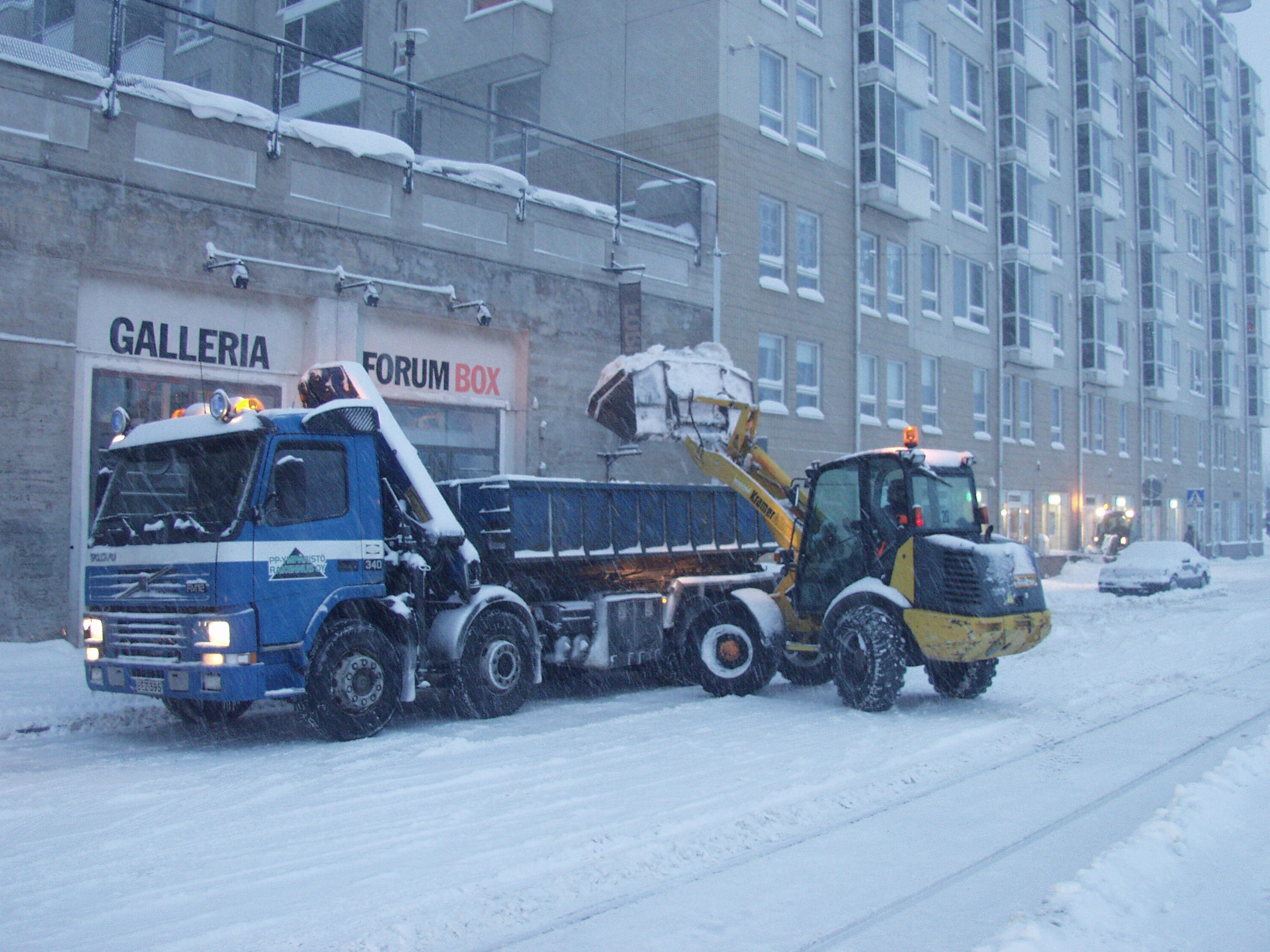
برف در هلسینکی در حال بارگیری در کامیون برای حمل و نقل جای دیگر.

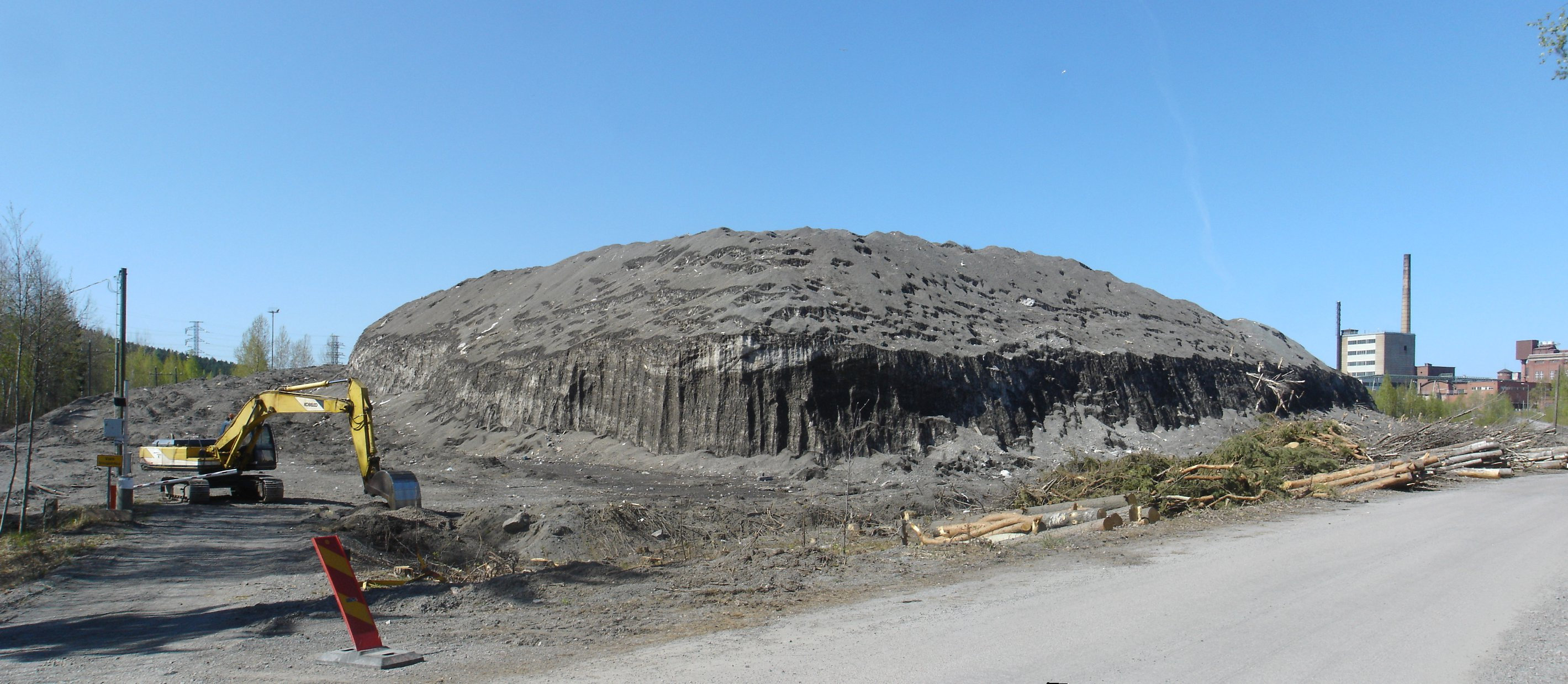
محل انباشت برف در تامپره. ذوب برف در این تصویر آغاز شده و شن و ماسه و گرد و خاک باقی‌مانده از برف قابل مشاهده است.

در شهرها برف روبی و یخ زدایی در مقیاس بسیار بزرگتر از افراد و جاهای کوچک اتفاق می افتد. است. بسیاری از شهرها در مناطقی که به‌طور منظم بارش برف دارند دارای ناوگانی برای برف روبی هستند.
شن پاشی توسط ماشین‌ها و افراد شن پاش بخش مهمی از ناوگان برف روبی شهری است. با توقف بارش برف لودر و گریدر کار هل دادن و برداشتن و بارگیری برف را انجام می‌دهند. 
در شهرهایی که در آن‌ها در طول زمستان پیوسته برف می‌بارد و انباشته  می‌شود لازم است برف تجمع یافته در اطراف خیابان‌ها و پیاده روها از محل تخلیه و به جای دیگری حمل شوند.  معمولاً ذوب کردن برف گزینه ارزانتری نسبت به حمل آن‌ها است.
برف روبی بر روی طراحی زیرساخت‌های شهری اثر می‌گذارد و برای مثال ممکن است منجر به ساخت بلوارهای پهن تر شود. شیرهای آتش نشانی بلند نیز راهکارهای دیگری در این شهرها هستند. 
تخمین زده می‌شود که کانادا صرف $1 میلیارد دلار در سال در حذف برف هزینه می‌کند. کارکنان راهداری عمدتاً مسئولیت برف روبی را بر عهده دارند.
سازمان‌های بزرگ مانند دانشگاه ها و فرودگاه ها نیز اغلب نیروی‌های مکانیزه پاکسازی و برف روبی دارند. 

## سایت تخلیه برف
سایت تخلیه برف محلی است برای انباشتن برفهایی که از معابر جمع‌آوری می‌شوند. برف جمع‌آوری شده معمولاً حاوی نمک، شن و ماسه و سایر مواد است و بنابراین باید به صورت کنترل شده و در محل مناسب تخلیه شود تا از آلودگی محیط زیست ممانعت شود. پس از گذشت مدت زمانی، این برف‌ها رقیق شده و کم‌کم آب می‌شوند، این برفابه ممکن است در محل سایت تجمع پیدا کند. استفاده از این برفابه برای مصرف آشامیدن یا تخلیه آن در آب‌های شیرین ممنوع است زیرا نمک‌های ضدیخی که در آن ممکن است وجود داشته باشد برای سلامت آب خطر دارد.

## ابزار برف روبی
- پاروی برف
- دمنده برف (برف خور)
- برف روب
- بیل
- زمستان خدمات خودرو
- برف ذوب کن
- سیستم ذوب برف